# Campionato sudamericano maschile under 21 di pallavolo 2018
Il campionato sudamericano maschile under 21 di pallavolo 2018 si è svolto dal 23 al 27 ottobre 2018 a San Carlos de Bariloche, in Argentina: al torneo hanno partecipato sei squadre nazionali under 21 sudamericane e la vittoria finale è andata per la diciannovesima volta al Brasile.

## Impianti
|                                                                                            |  |  |
|                                                                                            |  |  |
| Estadio Pedro Estremador Città: San Carlos de Bariloche Capienza: 2 200 Anno d'apertura: - |  |  |

## Regolamento

### Formula
Le squadre hanno disputato una prima fase a gironi con formula del girone all'italiana; al termine della prima fase:
- Le prime due classificate di ogni girone hanno acceduto alla fase finale per il primo posto, strutturata in semifinali, finale per il terzo posto e finale.
- L'ultima classificata di ogni girone ha acceduto alla finale per il quinto posto.

### Criteri di classifica
Se il risultato finale è stato di 3-0 o 3-1 sono stati assegnati 3 punti alla squadra vincente e 0 a quella sconfitta, se il risultato finale è stato di 3-2 sono stati assegnati 2 punti alla squadra vincente e 1 a quella sconfitta.
L'ordine del posizionamento in classifica è stato definito in base a:
- Numero di partite vinte;
- Punti;
- Ratio dei set vinti/persi;
- Ratio dei punti realizzati/subiti;
- Risultati degli scontri diretti.

## Squadre partecipanti
| Squadra   | Qualificazione      | Ultima partecipazione |
| --------- | ------------------- | --------------------- |
| Argentina | Paese organizzatore | Argentina 2016        |
| Brasile   | -                   | Argentina 2016        |
| Cile      | -                   | Argentina 2016        |
| Colombia  | -                   | Argentina 2016        |
| Perù      | -                   | Argentina 2016        |
| Paraguay  | -                   | Brasile 2014          |

## Torneo

### Fase a gironi
| Girone A | Girone B  |
| -------- | --------- |
| Cile     | Argentina |
| Ecuador  | Brasile   |
| Perù     | Bolivia   |
| Uruguay  | Colombia  |

#### Girone A

##### Risultati
| 23 ottobre 2018 Estadio Estremador, San Carlos de Bariloche Durata: ? - Spettatori: ? | Cile    | 3 - 0 | Perù | 25-21, 25-15, 25-10        |
| 24 ottobre 2018 Estadio Estremador, San Carlos de Bariloche Durata: ? - Spettatori: ? | Brasile | 3 - 0 | Perù | 25-13, 25-13, 25-13        |
| 25 ottobre 2018 Estadio Estremador, San Carlos de Bariloche Durata: ? - Spettatori: ? | Brasile | 3 - 1 | Cile | 25-27, 25-14, 25-13, 25-16 |

##### Classifica
| Pos | Squadra | Pt | G | V | P | SV | SP | Ratio | PF  | PS  | Ratio |
| --- | ------- | -- | - | - | - | -- | -- | ----- | --- | --- | ----- |
| 1   | Brasile | 6  | 2 | 2 | 0 | 6  | 1  | 6,000 | 175 | 106 | 1,650 |
| 2   | Cile    | 3  | 2 | 1 | 1 | 4  | 3  | 1,333 | 145 | 146 | 0,993 |
| 3   | Perù    | 0  | 2 | 0 | 2 | 0  | 6  | 0,000 | 82  | 150 | 0,546 |

#### Girone B

##### Risultati
| 23 ottobre 2018 Estadio Estremador, San Carlos de Bariloche Durata: ? - Spettatori: ? | Argentina | 3 - 0 | Paraguay | 25-17, 25-14, 25-14        |
| 24 ottobre 2018 Estadio Estremador, San Carlos de Bariloche Durata: ? - Spettatori: ? | Colombia  | 3 - 1 | Paraguay | 25-12, 24-26, 25-14, 25-14 |
| 25 ottobre 2018 Estadio Estremador, San Carlos de Bariloche Durata: ? - Spettatori: ? | Argentina | 3 - 0 | Colombia | 25-14, 25-23, 29-27        |

##### Classifica
| Pos | Squadra   | Pt | G | V | P | SV | SP | Ratio | PF  | PS  | Ratio |
| --- | --------- | -- | - | - | - | -- | -- | ----- | --- | --- | ----- |
| 1   | Argentina | 6  | 2 | 2 | 0 | 6  | 0  | MAX   | 154 | 109 | 1,412 |
| 2   | Colombia  | 3  | 2 | 1 | 1 | 3  | 4  | 0,750 | 163 | 145 | 1,124 |
| 3   | Paraguay  | 0  | 2 | 0 | 2 | 1  | 7  | 0,142 | 111 | 174 | 0,637 |

### Fase finale

#### Finali 1º e 3º posto
|  | Semifinali | Semifinali | Semifinali |           |         | Finale 1º/2º posto | Finale 1º/2º posto | Finale 1º/2º posto |  |
|  |            |            |            |           |         |                    |                    |                    |  |
|  | Brasile    | Brasile    | 3          |           |         |                    |                    |                    |  |
|  | Brasile    | Brasile    | 3          |           |         |                    |                    |                    |  |
|  | Colombia   | Colombia   | 0          |           |         |                    |                    |                    |  |
|  | Colombia   | Colombia   | 0          |           | Brasile | Brasile            | 3                  |                    |  |
|  |            |            |            |           | Brasile | Brasile            | 3                  |                    |  |
|  |            |            | Argentina  | Argentina | 1       |                    |                    |                    |  |
|  | Argentina  | Argentina  | Argentina  | Argentina | 1       | 3                  |                    |                    |  |
|  | Argentina  | Argentina  |            |           |         | 3                  |                    |                    |  |
|  | Cile       | Cile       | 0          |           |         | Finale 3º/4º posto | Finale 3º/4º posto | Finale 3º/4º posto |  |
|  | Cile       | Cile       | 0          |           |         |                    |                    |                    |  |
|  |            |            |            |           |         |                    |                    |                    |  |
|  |            |            |            |           |         | Colombia           | Colombia           | 2                  |  |
|  |            |            |            |           |         | Colombia           | Colombia           | 2                  |  |
|  |            |            |            |           |         | Cile               | Cile               | 3                  |  |

##### Semifinali
| 26 ottobre 2018 Estadio Estremador, San Carlos de Bariloche Durata: ? - Spettatori: ? | Brasile   | 3 - 0 | Colombia | 25-21, 25-19, 25-14 |
| 26 ottobre 2018 Estadio Estremador, San Carlos de Bariloche Durata: ? - Spettatori: ? | Argentina | 3 - 0 | Cile     | 25-18, 25-20, 25-15 |

##### Finale 3º posto
| 27 ottobre 2018 Estadio Estremador, San Carlos de Bariloche Durata: ? - Spettatori: ? | Colombia | 2 - 3 | Cile | 25-19, 19-25, 25-20, 21-25, 15-17 |

##### Finale
| 27 ottobre 2018 Estadio Estremador, San Carlos de Bariloche Durata: ? - Spettatori: ? | Brasile | 3 - 1 | Argentina | 28-26, 25-27, 25-21, 25-20 |

#### Finale 5º posto
| 26 ottobre 2018 Estadio Estremador, San Carlos de Bariloche Durata: ? - Spettatori: ? | Perù | 3 - 1 | Paraguay | 25-14, 17-25, 25-19, 25-16 |

## Classifica finale
| Pos | Squadra   | Qualificazione                    |
| --- | --------- | --------------------------------- |
|     | Brasile   | Campionato mondiale Under-21 2019 |
|     | Argentina | Campionato mondiale Under-21 2019 |
|     | Cile      |                                   |
| 4   | Colombia  |                                   |
| 5   | Perù      |                                   |
| 6   | Paraguay  |                                   |

## Premi individuali
| Premio                | Nome                | Squadra   |
| --------------------- | ------------------- | --------- |
| MVP                   | Victor Cardoso      | Brasile   |
| Miglior palleggiatore | Rhendrick Resley    | Brasile   |
| Miglior opposto       | Welinton Oppenkoski | Brasile   |
| Miglior schiacciatore | Federico Seia       | Argentina |
| Miglior schiacciatore | Vicente Ibarra      | Cile      |
| Miglior centrale      | Edson de Souza      | Brasile   |
| Miglior centrale      | Paulo Carraro       | Brasile   |
| Miglior libero        | Santiago Arroyo     | Argentina |